# André Lajoinie
André Lajoinie (Chasteaux, Corrèze, 26 de diciembre de 1929 - 26 de noviembre de 2024) fue un político francés.

## Biografía
Miembro del Partido Comunista Francés (PCF) y estrecho colaborador de su líder histórico, Georges Marchais, se presentó como candidato por este partido en las elecciones presidenciales celebradas el 24 de abril de 1988. No demasiado buen orador, su escaso carisma le hizo ser objeto de las sátiras durante la campaña electoral. Obtuvo 2.056.261 votos (6'76 %) en la primera vuelta de estas elecciones.
Fue diputado por Allier (1978-1993, y 1997-2002), presidente del grupo parlamentario comunista en la Asamblea Nacional Francesa entre 1981 y 1993, consejero regional de Auvernia y presidente de la Asociación nacional de cargos electos comunistas y republicanos.
Fue Presidente de la comisión de producción e intercambios de la Asamblea Nacional entre 1997 y 2002.
En junio de 1996 fue condecorado como Caballero de la Legión de honor. En 2002 se retiró de la vida política activa.